# Trio (film, 1950)
Trio är en brittisk episodfilm från 1950 i tre delar.
Filmen baseras på tre noveller av W. Somerset Maugham. Det är en uppföljare till Kvartett  från 1948 och följs i sin tur av Da capo från 1951.

## Rollista i urval

### Del 1: "The Verger"
Regissör: Ken Annakin
- James Hayter - Albert Foreman
- Kathleen Harrison - Emma Foreman
- Felix Aylmer - bankdirektören
- Lana Morris - Gladys
- Henry Edwards - kyrkvaktmästaren
- Michael Hordern - prästen

### Del 2: "Mr. Know-All"
Regissör: Ken Annakin
- Anne Crawford - mrs Ramsay
- Nigel Patrick - Max Kelada
- Naunton Wayne - mr Ramsay
- Wilfrid Hyde-White - mr Gray
- Clive Morton - fartygskaptenen
- Bill Travers - Fellowes

### Del 3: "Sanatorium"
Regissör: Harold French
- Jean Simmons - Evie Bishop
- Michael Rennie - major Templeton
- Roland Culver - mr Ashenden
- Finlay Currie - mr McLeod
- Raymond Huntley - Henry Chester
- John Laurie - mr Campbell